# Squalus altipinnis
Squalus altipinnis é uma espécie de tubarão da família Squalidae. A espécie foi proposta em 1994 como Squalus "sp. nov. C", sendo descrita formalmente apenas em 2007.
É endémica da Austrália, onde pode ser encontrada somente nas vizinhanças de Rowley Shoals, na Austrália Ocidental. Os seus habitats naturais são: mar aberto.